# Agapanthia annularis
Agapanthia annularis — вид жуків з родини вусачів.

## Поширення
Поширений в Іспанії, Португалії та Північній Африці.

## Опис
Жук довжиною від 7 до 15 мм. Час льоту з квітня по червень.

## Розвиток
Життєвий цикл виду триває рік. Кормовими є різні види трав'янистих рослин.